# 900 (număr)
900 (nouă sute) este numărul natural care urmează numărului  899 și îl precede pe  901. Este pătratul lui 30 și suma Euler pentru primele 54 de numere întregi. În baza 10 este un număr Harshad. Este un număr rotund.

### 900-909
- 901 = 17 × 53, număr fericit
- 902 = 2 × 11 × 41, număr sfenic, nontotient, număr Harshad
- 903 = 3 × 7 × 43, număr sfenic, număr triunghiular,[3] număr Schröder–Hipparchus, funcția Mertens (903) are valoarea 0
- 904 = 23 × 113 sau 113 × 8, funcția Mertens (904) are valoarea 0
- 905 = 5 × 181, suma a șapte numere prime consecutive (109 + 113 + 127 + 131 + 137 + 139 + 149)
- 906 = 2 × 3 × 151, number sfenic, funcția Mertens (906) are valoarea 0
- 907 = prime number
- 908 = 22 × 227, nontotient
- 909 = 32 × 101

### 910-919
- 910 = 2 × 5 × 7 × 13, funcția Mertens(910) are valoarea 0, număr Harshad, număr fericit
- 911 = număr prim,, de asemenea numărul de telefon de urgență din America de Nord
- 912 = 24 × 3 × 19, suma a patru numere prime consecutive (223 + 227 + 229 + 233), suma a zece prime consecutive (71 + 73 + 79 + 83 + 89 + 97 + 101 + 103 + 107 + 109), număr Harshad.
- 913 = 11 × 83, număr Smith,[4] Funcția Mertens(913) dă valoarea 0.
- 914 = 2 × 457, nontotient
- 915 = 3 × 5 × 61, număr sfenic, număr Smith,[4] funcția Mertens(915) dă valoarea 0, număr Harshad
- 916 = 22 × 229, funcția Mertens(916) dă valoarea 0, nontotient, face parte dintr-un șir Mian–Chowla[5]
- 917 = 7 × 131, suma a cinci numere prime consecutive (173 + 179 + 181 + 191 + 193)
- 918 = 2 × 33 × 17, număr Harshad
- 919 = prim cubic,[6] număr Chen, număr palindromic, număr centrat hexagonal,[7] număr fericit, funcția Mertens(919) dă valoarea 0

### 920-929
- 920 = 23 × 5 × 23, funcția Mertens(920) dă valoarea 0
- 921 = 3 × 307
- 922 = 2 × 461, nontotient, număr Smith[4]
- 923 = 13 × 71
- 924 = 22 × 3 × 7 × 11, suma a două numere prime gemene (461 + 463), coeficient binomial central {\displaystyle {\tbinom {12}{6}}}[8]
- 925 = 52 × 37, număr pentagonal,[9] număr centrat pătratic[10]
- 926 = 2 × 463, suma a șase numere prime consecutive (139 + 149 + 151 + 157 + 163 + 167), nontotient
- 927 = 32 × 103, număr tribonacci[11]
- 928 = 25 × 29, suma a patru numere prime consecutive (227 + 229 + 233 + 239), suma a opt numere prime consecutive (101 + 103 + 107 + 109 + 113 + 127 + 131 + 137), număr fericit
- 929 = număr prim, număr prim Proth,[12] prim palindromic, suma a nouă numere prime consecutive (83 + 89 + 97 + 101 + 103 + 107 + 109 + 113 + 127), prim Eisenstein fără nici o parte imaginară
  - Un cod de zonă în New York (Area code 929).

### 930-939
- 930 = 2 × 3 × 5 × 31, număr pronic[13]
- 931 = 72 × 19; suma a trei numere prime consecutive (307 + 311 + 313); dublu repdigit, 11130 și 77711
- 932 = 22 × 233
- 933 = 3 × 311
- 934 = 2 × 467, nontotient
- 935 = 5 × 11 × 17, număr sfenic, număr Lucas–Carmichael,[14] număr Harshad
- 936 = 23 × 32 × 13, număr piramidal pentagonal,[15] număr Harshad
- 937 = număr prim, număr prim Chen, număr stea,[16] număr fericit
- 938 = 2 × 7 × 67, număr sfenic, nontotient
- 939 = 3 × 313

### 940-949
- 940 = 22 × 5 × 47, suma totient pentru primii 55 de numere întregi
- 941 = număr prim, suma a trei numere prime consecutive (311 + 313 + 317), suma a cinci numere prime consecutive (179 + 181 + 191 + 193 + 197), număr prim Chen, număr prim Eisenstein fără părți imaginare
- 942 = 2 × 3 × 157, număr sfenic, suma a patru numere prime consecutive (229 + 233 + 239 + 241), nontotient
- 943 = 23 × 41
- 944 = 24 × 59, nontotient
- 945 = 33 × 5 × 7, dublu factorial al lui 9,[17] cel mai mic număr abundent impar (divizorii mai mici decât el însumează 975);[18] cel mai mic număr abundent primitiv impar;[19] cel mai mic număr semiperfect primitiv impar;[20] număr Leyland[21]
- 946 = 2 × 11 × 43, număr sfenic, număr triunghiular,[3] număr hexagonal,[22] număr fericit
- 947 = număr prim, suma a șapte numere prime consecutive (113 + 127 + 131 + 137 + 139 + 149 + 151), număr prim echilibrat,[23] număr prim Chen, număr prim Eisenstein fără părți imaginare
- 948 = 22 × 3 × 79, nontotient, formează o pereche Ruth–Aaron cu 949 pe baza a celei de a doua definiții
- 949 = 13 × 73, formează o pereche Ruth–Aaron cu 948 pe baza a celei de a doua definiții

### 950-959
- 950 = 2 × 52 × 19, nontotient
  - unul dintre cei doi identificatori de grup ISBN pentru cărți publicate în Argentina
- 951 = 3 × 317, număr centrat pentagonal[24]
  - unul dintre cei doi identificatori de grup ISBN pentru cărți publicate în  Finlanda
- 952 = 23 × 7 × 17
  - 952 este și 9-5-2, un  joc de cărți  similar cu bridge.
  - unul dintre cei doi identificatori de grup ISBN pentru cărți publicate în  Finlanda
- 953 = număr prim, număr prim Sophie Germain,[25] număr prim Chen, număr prim Eisenstein fără părți imaginare, număr centrat heptagonal[26]
  - Identificator de grup ISBN pentru cărțile publicate în Croația
- 954 = 2 × 32 × 53, suma a zece numere prime consecutive (73 + 79 + 83 + 89 + 97 + 101 + 103 + 107 + 109 + 113), nontotient, număr Harshad
  - Identificator de grup ISBN pentru cărțile publicate în Bulgaria. De asemenea, unul dintre codurile de zonă pentru Florida de Sud (Area code 954)
- 955 = 5 × 191
  - Identificator de grup ISBN pentru cărțile publicate în Sri Lanka
- 956 = 22 × 239
  - Identificator de grup ISBN pentru cărțile publicate în Chile
- 957 = 3 × 11 × 29, număr sfenic 
  - unul dintre cei doi identificatori de grup ISBN pentru cărți publicate în Taiwan și China
- 958 = 2 × 479, nontotient, număr Smith[4]
  - Identificator de grup ISBN pentru cărțile publicate în Columbia
- 959 = 7 × 137, număr Carol[27]
  - Identificator de grup ISBN pentru cărțile publicate în Cuba

### 960-969
- 960 = 26 × 3 × 5, suma a șase prime consecutive (149 + 151 + 157 + 163 + 167 + 173), număr Harshad
  - codul de țară pentru Maldive, identificator de grup ISBN pentru cărțile publicate în Grecia
  - Numărul de poziții de pornire posibile pentru varianta de șah Chess960
    - Chess960 și-a primit numele de la acest număr
- 961 = 312, cel mai mare pătrat perfect din 3 cifre, suma a trei numere prime consecutive (313 + 317 + 331), suma a cinci numere prime consecutive (181 + 191 + 193 + 197 + 199), număr centrat octogonal[28]
  - codul de țară pentru Liban, identificator de grup ISBN pentru cărțile publicate în Slovenia
- 962 = 2 × 13 × 37, număr sfenic, nontotient
  - codul de țară pentru Iordania, unul dintre cei doi identificatori de grup ISBN pentru cărțile publicate în Hong Kong
- 963 = 32 × 107, suma primelor douăzeci și patru de numere prime
  - codul de țară pentru Siria, identificator de grup ISBN pentru cărțile publicate în Ungaria
- 964 = 22 × 241, suma a patru numere prime consecutive (233 + 239 + 241 + 251), nontotient, suma totient pentru primele 56 de numere întregi 
  - codul de țară pentru Irak, identificator de grup ISBN pentru cărțile publicate în Iran, număr fericit
- 965 = 5 × 193
  - codul de țară pentru Kuwait, identificator de grup ISBN pentru cărțile publicate în Israel
- 966 = 2 × 3 × 7 × 23, suma a opt numere prime consecutive (103 + 107 + 109 + 113 + 127 + 131 + 137 + 139), număr Harshad
  - codul de țară pentru Arabia Saudită, unul dintre cei doi identificatori de grup ISBN pentru cărțile publicate în Ucraina
- 967 = număr prim
  - codul de țară pentru Yemen, unul dintre cei doi identificatori de grup ISBN pentru cărțile publicate în Malaysia
- 968 = 23 × 112, nontotient
  - codul de țară pentru Oman, unul dintre cei doi identificatori de grup ISBN pentru cărțile publicate în Mexic
- 969 = 3 × 17 × 19, număr sfenic, număr nonagonal,[29] număr tetraedral[30]
  - identificator de grup ISBN pentru cărțile publicate în Pakistan, vârsta lui Methuselah conform Vechiului Testament, 969 este o mișcarea anti-musulmană din Myanmar.

### 970-979
- 970 = 2 × 5 × 97, număr sfenic 
  - codul de țară pentru Palestina, identificatorul grupului ISBN pentru cărțile publicate în Mexic
- 971 = număr prim, număr prim Chen, număr prim Eisenstein fără nici o parte imaginară
  - codul de țară pentru Emiratele Arabe Unite, identificatorul grupului ISBN pentru cărțile publicate în Filipine
- 972 =  22 × 35, număr Harshad
  - codul de țară pentru Israel, identificatorul grupului ISBN pentru cărțile publicate în Portugalia
- 973 = 7 × 139, număr fericit
  - codul de țară pentru Bahrain, identificatorul grupului ISBN pentru cărțile publicate în România
- 974 = 2 × 487, nontotient
  - codul de țară pentru Qatar, identificatorul grupului ISBN pentru cărțile publicate în Thailanda
- 975 =3 × 52 × 13
  - codul de țară pentru Bhutan, identificatorul grupului ISBN pentru cărțile publicate în Turcia
- 976 = 24 × 61, număr decagonal
  - codul de țară pentru Mongolia, identificatorul grupului ISBN pentru cărțile publicate în Antigua, Bahamas, Barbados, Belize, Insulele Cayman, Dominica, Grenada, Guyana, Jamaica, Montserrat, Saint Kitts și Nevis, St. Lucia, Saint Vincent și Grenadinele, Trinidad și Tobago, Insulele Virgine Britanice
- 977 =număr prim, suma a nouă numere prime consecutive (89 + 97 + 101 + 103 + 107 + 109 + 113 + 127 + 131), număr prim echilibrat, număr prim Chen,[23] număr prim Eisenstein fără parte imaginară, număr prim Stern,[31] număr strict non-palindromic[32]
  - codul de țară pentru Nepal, identificatorul grupului ISBN pentru cărțile publicate în Egipt
- 978 =2 × 3 × 163, număr sfenic, nontotient
  - primul EAN (International Article Number); identificatorul grupului ISBN pentru cărțile publicate în Nigeria
- 979 =11 × 89
  - al doilea EAN (International Article Number); identificatorul grupului ISBN pentru cărțile publicate în Indonezia

### 980-989
- 980 = 22 × 5 × 72
  - Identificator de grup ISBN pentru cărțile publicate în Venezuela
- 981 = 32 × 109
  - unul dintre cei doi identificatori de grup ISBN pentru cărți publicate în Singapore
- 982 = 2 × 491, număr fericit
  - Identificator de grup ISBN pentru cărțile publicate în Insulele Cook, Fiji, Kiribati, Insulele Marshall, Micronezia, Nauru, Noua Caledonie, Niue, Palau, Insulele Solomon, Tokelau, Tonga, Tuvalu, Vanuatu, Samoa de Vest
- 983 = număr prim, prim asigurat,[33] prim Chen, prim Eisenstein fără părți imaginare, număr Wedderburn–Etherington,[34] număr strict non-palindromic[32]
  - unul dintre cei doi identificatori de grup ISBN pentru cărți publicate în Malaysia
- 984 = 23 × 3 × 41
  - Identificator de grup ISBN pentru cărțile publicate în Bangladesh
- 985 = 5 × 197, suma a trei numere prime consecutive (317 + 331 + 337), număr Markov,[35] număr Pell,[36][37] număr Smith[4]
  - unul dintre cei doi identificatori de grup ISBN pentru cărți publicate în Belarus
- 986 = 2 × 17 × 29, număr sfenic, nontotient
  - unul dintre cei doi identificatori de grup ISBN pentru cărți publicate în Taiwan și China
- 987 = 3 × 7 × 47, număr Fibonacci[38]
  - unul dintre cei doi identificatori de grup ISBN pentru cărți publicate în Argentina
- 988 = 22 × 13 × 19, nontotient, suma a patru prime consecutive (239 + 241 + 251 + 257)
  - unul dintre cei doi identificatori de grup ISBN pentru cărți publicate în Hong Kong
- 989 = 23 × 43, număr pseudoprim Lucas foarte puternic[39]
  - unul dintre cei doi identificatori de grup ISBN pentru cărți publicate în Portugalia

### 990-999
- 990 = 2 × 32 × 5 × 11, suma a șase numere prime consecutive (151 + 157 + 163 + 167 + 173 + 179), număr triunghiular,[3] număr Harshad 
  - cel mai bun scor posibil VantageScore
- 991 = număr prim, suma a cinci numere prime consecutive (191 + 193 + 197 + 199 + 211), suma a șapte numere prime consecutive (127 + 131 + 137 + 139 + 149 + 151 + 157), prim Chen
- 992 = 25 × 31, număr pronic,[13] nontotient; numărul de sfere exotice cu unsprezece dimensiuni[40]
  - codul de țară pentru Tadjikistan
- 993 = 3 × 331
  - codul de țară pentru Turkmenistan
- 994 = 2 × 7 × 71, număr sfenic, nontotient
  - codul de țară pentru Azerbaijan
- 995 = 5 × 199
  - codul de țară pentru Georgia
  - Linia de asistență a serviciilor de pompieri și ambulanțe de urgență din Singapore
- 996 = 22 × 3 × 83
  - codul de țară pentru Kârgâzstan
- 997 = cel mai mare număr prim din trei cifre, număr strict non-palindromic[32]
- 998 = 2 × 499, nontotient
  - codul de țară pentru Uzbekistan

- 999 = număr Harshad, număr Kaprekar,[41] repdigit, număr palindromic.